# Steve Rogers Band
La Steve Rogers Band è stata la prima band di supporto del cantante Vasco Rossi, formatasi tra Modena e Bologna.
A cavallo tra gli anni ottanta e novanta, ha vissuto un periodo di grande popolarità, principalmente per l'album Alzati la gonna, che le permise di vincere alcuni riconoscimenti a livello nazionale.
Sebbene non si sia mai sciolta ufficialmente, nel 1991 il progetto fu accantonato, a seguito di alcuni insuccessi discografici.

## Carriera

### Vasco Rossi & Steve Rogers Band

La Steve Rogers Band nel 1990

Il quartetto è nato nel giugno 1980, dopo la registrazione dell'album di Vasco Rossi Colpa d'Alfredo, presso gli Umbi Studios di Modena, su idea di Vasco che voleva sul palco la “sua” band che lo accompagnasse in tour. Steve Rogers era lo pseudonimo scelto da Guido Elmi (futuro produttore di Vasco) e non è risaputo se lo abbia preso dall'alter ego del personaggio dei fumetti Capitan America, ma si è identificato proprio con quel nome rispondendo scherzosamente al telefono a una fan. Vasco, tra l'altro, almeno fino al 1985, aveva un cane lupo di nome, però, Buck Rogers .
La prima formazione della SRB era composta da: Massimo Riva, Maurizio Solieri alle chitarre, Mimmo Camporeale alle tastiere, Andrea Righi al basso e Roberto Casini alla batteria.
Il sodalizio artistico con Vasco Rossi ha inizio con il Colpa d'Alfredo Tour del 1980 e continuerà fino al 1987.
La popolarità di Vasco cresce e con lui quella del gruppo. Nel 1981, grazie a Vasco, che scrive i testi del loro primo 45 giri Neve nera/Prendi e scappa, il gruppo muove i suoi primi passi nell'ambiente discografico.
Il 1983 è l'anno del boom di Vasco Rossi, il quale diventa il musicista rock italiano per eccellenza.
La pressione inizia a farsi sentire, portando l'anno seguente ai primi cambi di formazione: Casini e Righi furono sostituiti, rispettivamente alla batteria con Daniele Tedeschi e al basso con Claudio Golinelli. L'anno successivo viene inserito anche Andrea Innesto in qualità di saxofonista.
Nel 1986 è ancora Vasco a scrivere diversi testi del primo album solista della SRB intitolato I duri non ballano, dal quale viene estratto il singolo Ok si.
Nel 1987, terminato il C'è chi dice no Tour con Vasco, la band è convinta di riuscire a farcela da sola e si stacca decisamente dal rocker. Con la produzione di Guido Elmi, si concentra sul secondo album.

### Il successo e lo scioglimento
Il risultato è il disco Alzati la gonna, da cui viene lanciato l'omonimo singolo destinato a diventare il tormentone dell'estate italiana 1988, con il suo ritornello "Alzati la gonna! Fammi vedere! Cosa c'è da fare!". Il secondo brano estratto, la melodica Bambolina (nel cui video ufficiale appare un'ancora adolescente Yvonne Sciò) permette alla band di vincere il telegatto come gruppo dell'anno, consegnato da Red Ronnie durante il programma Vota la voce. Il gruppo inizia così un lungo tour estivo al termine del quale verrà deciso il distacco da Vasco Rossi. Andrea Innesto e Daniele Tedeschi sono gli unici che non "tradiscono" Vasco, rimanendo con lui. Alla batteria subentra Beppe Leoncini, mentre Andrea Innesto non viene sostituito; restano Massimo Riva, Giovanni Cappa e Maurizio Solieri alle chitarre.
Nel 1989 viene pubblicato il terzo album Steve Rogers Band, ma stavolta le vendite non decollano, complice anche il modesto successo ottenuto dal brano Uno di noi, presentato al Festival di Sanremo nella sezione "Emergenti" ed eliminato dopo la prima esecuzione.
È del 1990 l'album Sono donne, con sonorità più rock e graffianti, ma nemmeno questo troverà grande riscontro, portando allo scioglimento della band nel 1991 con Solieri e Golinelli che ritornano da Vasco.

### Il dopo Steve Rogers Band
Dopo lo scioglimento della band, Guido Elmi torna a produrre e a collaborare con Vasco.
Massimo Riva, che aveva sempre ambito a una carriera solista, pubblicherà due album, Matti come tutti del 1991 e Sangue Nervoso del 1995, ma lo scarso successo ottenuto, lo porterà a ricongiungersi con Vasco. Nel luglio 1995, chiarite le incomprensioni che si erano create tra i due, tornerà a far parte della band che accompagnava Vasco in tour, partecipando anche al leggendario concerto tenuto il 20 giugno 1998 a Imola, di fronte a un pubblico di 130.000 persone, durante la prima edizione del Heineken Jammin Festival. Nonostante attraversasse un periodo straordinario dal punto di vista lavorativo, sul finire degli anni ’90 instaurò una forte dipendenza dall’eroina. Il 31 maggio 1999, venne trovato morto a seguito di un’overdose, nel suo appartamento in centro a Bologna.
Maurizio Solieri e Claudio Golinelli lavorano con vari artisti, tornando in pianta stabile nel gruppo di Vasco, sul finire degli anni novanta.
Mimmo Camporeale, finita l'avventura con la Steve Rogers Band, inizia a collaborare con Luciano Genovesi, chitarrista e cantante italo-americano. È attivo principalmente con la Vascombriccola, una tribute-band di Vasco Rossi, dove ha avuto occasione di ospitare anche i suoi ex compagni.

### Le reunion
Nel 2005 dei componenti della Steve Rogers Band partecipano, come autori e musicisti, ad alcuni brani di Passport, primo album del gruppo Frontiera. Nel video ufficiale della canzone trainante "Tutta questa vita" c'è l'apparizione, con l'assolo finale di chitarra, di Maurizio Solieri.
La Steve Rogers Band si riunisce nel 2006, con una formazione che vede Maurizio Solieri alla chitarra, Claudio Golinelli al basso, Mimmo Camporeale alle tastiere, Beppe Leoncini alla batteria, Roberto Chiodi voce e Christian Bagnoli voce e chitarra. Nello stesso anno pubblicano un nuovo album dal titolo Questa sera Rock'n Roll!, contenente tre canzoni inedite, di cui una, Il Grande Amore, venne scritta da Massimo Riva nel 1996 pensando a una possibile reunion del gruppo, tant'è vero che qualche mese prima della morte di Riva si stava pensando di riunire la band.
La terza riunione avviene nel giugno 2012, per una serata-evento, al Live di Trezzo d'Adda. A luglio dello stesso anno si esibirono ancora sul palco della MidSummerFest a Carugate. Un'ulteriore riunione avviene nel dicembre 2013, per un concerto al Viper Theatre di Firenze; in questa occasione, alla voce, c'è Lorenzo Campani.

## Formazione

### Formazione attuale
- Mimmo Camporeale – tastiere (dal 1980 al 1991, nel 2006, dal 2013)
- Maurizio Solieri – chitarra (dal 1980 al 1991, nel 2006, dal 2013)
- Claudio Golinelli – basso (dal 1984 al 1991, nel 2006, dal 2013)
- Beppe Leoncini – batteria (dal 1989 al 1991, nel 2006, dal 2013)
- Andrea Innesto – voce e fiati (dal 1985 al 1989, nel 2006, dal 2013)
- Lorenzo Campani – voce (dal 2013)
- Christian Bagnoli – chitarra e voce (dal 2006)

### Ex componenti
- Andrea Righi – basso (dal 1980 al 1984)
- Roberto Casini – batteria (dal 1980 al 1984)
- Massimo Riva – voce e chitarra (dal 1980 al 1991) voce storica
- Daniele Tedeschi – batteria (dal 1984 al 1989)
- Roberto Chiodi – voce (dal 2006 al 2013)
- Carlo Pirazzini – voce (dal 1996 al 2001)

## Discografia

### Album in studio
- 1986 – I duri non ballano (CBS, 450096 1, LP; 466403 2, CD)
- 1988 – Alzati la gonna (CBS, 461151 1, LP; 461151 2, CD)
- 1989 – Steve Rogers Band (CBS, 466851 1, LP; 465126 2, CD)
- 1990 – Sono donne (CBS, LP; 466851 2, CD)

### Raccolte
- 1993 – The Best (CBS 473851 2, CD)

### Singoli
- 1981 – Neve nera (Vasco Rossi, Maurizio Solieri) / Prendi e scappa (Vasco Rossi, Maurizio Solieri) (Targa, TAS 151, 45 giri)
- 1986 – Ok Sì (CBS, 7", 12")
- 1988 – Alzati la gonna/Ma che bella città (CBS, 7", 12")
- 1988 – Bambolina (CBS)
- 1989 – Uno di noi (CBS)
- 1990 – Hey man (La tua donna mi fa impazzire)/...e poi... (CBS, 655933 7, 7")
- 1991 – Neve nera / Prendi e scappa - The final remix (remix by Tom Favola) (Bollicine, BOX 302, 12")
- 2020 – Neve nera / Prendi e scappa - The final remix (remix by Tom Favola) (New Platform, NP 022, 12" in 300 copie numerate in vinile rosso e 300 copie numerate in vinile giallo)
- 2021 – Neve nera / Prendi e scappa - The final remix (remix by Tom Favola) (New Platform, NP 022, 12" in 500 copie numerate in vinile picture disc)

### Collaborazioni
- 2005 – Tutta questa vita (Andrea Righi, Lorenzo Campani, Michele Bettali, Gabriele Branca, Roberto Casini) (Frontiera feat. Steve Rogers Band) (Cassiopea music, CAS 1400, CD single)

### Promo
- 2006 – ...Questa sera rock'n'roll (IRMA records, CDJ 028, audio CD sampler)
- 2006 – Il grande amore (IRMA records, CD single)
- 2007 – Tu sei qualcosa (IRMA records, CDJ 030, CD single)

### Live
- 2006 – ...Questa sera rock'n'roll (IRMA records, IRM 837, CD) + ... a volte ritornano... (IRMA records, IDV 0001, DVD)